# Phonologie du coréen
 (mars 2018).
Si vous disposez d'ouvrages ou d'articles de référence ou si vous connaissez des sites web de qualité traitant du thème abordé ici, merci de compléter l'article en donnant les références utiles à sa vérifiabilité et en les liant à la section « Notes et références ».
Cet article décrit la phonologie du coréen d'un point de vue technique. Sauf indication contraire, les faits présentés dans cet article s'appliquent au coréen standard en Corée du Sud, qui est fondé sur le dialecte de Séoul. 
Les morphophonèmes seront écrits entre barres verticales (| |), les phonèmes entre barres obliques (/ /), et les allophones entre crochets ([ ]). 

## Consonnes
Le coréen possède 19 consonnes phonémiques.
Chaque consonne occlusive ou affriquée a trois versions : une version douce (ou lenis), une version tendue (ou fortis), et une version aspirée.
|                        |          | Bilabiale     | Alvéolaire    | Sibilante        | Palatale | Vélaire       | Glottale   |
| ---------------------- | -------- | ------------- | ------------- | ---------------- | -------- | ------------- | ---------- |
| Nasale                 | Nasale   | m (m~m͊) ㅁ    | n (n~n͊) ㄴ    |                  |          | ŋ ㅇ          |            |
| Occlusive ou affriquée | douce    | p (p~b) ㅂ    | t (t~d) ㄷ    | tɕ (tɕ~dʑ) ㅈ    |          | k (k~ɡ) ㄱ    |            |
| Occlusive ou affriquée | tendue   | p͈ ㅃ          | t͈ ㄸ          | t͈ɕ͈ ㅉ            |          | k͈ ㄲ          |            |
| Occlusive ou affriquée | aspirée  | pʰ (pʰ~bʱ) ㅍ | tʰ (tʰ~dʱ) ㅌ | tɕʰ (tɕʰ~dʑʱ) ㅊ |          | kʰ (kʰ~ɡʱ) ㅋ |            |
| Fricative              | douce    |               |               | s (s~z) ㅅ       |          |               | h (h~ɦ) ㅎ |
| Fricative              | tendue   |               |               | s͈ ㅆ             |          |               |            |
| Liquide                | Liquide  |               | l~ɾ ㄹ        |                  |          |               |            |
| Spirante               | Spirante | w             |               |                  | j        | ɰ             |            |

| API   | Exemple    | Exemple  | Exemple                                  |
| ----- | ---------- | -------- | ---------------------------------------- |
| /p/   | 불 bul     | [pul]    | 'feu' ou 'lumière'                       |
| /p͈/   | 뿔 ppul    | [p͈ul]    | 'corne'                                  |
| /pʰ/  | 풀 pul     | [pʰul]   | 'herbe' ou 'colle'                       |
| /m/   | 물 mul     | [m͊ul]    | 'eau' ou 'liquide'                       |
| /t/   | 달 dal     | [tal]    | 'lune'                                   |
| /t͈/   | 딸 ttal    | [t͈al]    | 'fille'                                  |
| /tʰ/  | 탈 tal     | [tʰal]   | 'masque' ou 'accident'                   |
| /n/   | 날 nal     | [n͊al]    | 'jour' ou 'lame'                         |
| /tɕ/  | 자다 jada  | [tɕada]  | 'dormir'                                 |
| /t͈ɕ͈/  | 짜다 jjada | [t͈ɕ͈ada]  | 'serrer' ou 'être salé'                  |
| /tɕʰ/ | 차다 chada | [tɕʰada] | 'donner un coup de pied' ou 'être froid' |
| /k/   | 가다 gada  | [kada]   | 'aller'                                  |
| /k͈/   | 까다 kkada | [k͈ada]   | 'peler'                                  |
| /kʰ/  | 칼 kal     | [kʰal]   | 'couteau'                                |
| /ŋ/   | 방 bang    | [paŋ]    | 'salle'                                  |
| /s/   | 살 sal     | [sal]    | 'chair'                                  |
| /s͈/   | 쌀 ssal    | [s͈al]    | 'grains de riz crus'                     |
| /l/   | 바람 baram | [paɾam]  | 'vent' ou 'souhait'                      |
| /h/   | 하다 hada  | [hada]   | 'faire'                                  |